# Lauren Plum
Lauren Plum (Poway, 17 settembre 1992) è una pallavolista statunitense, palleggiatrice del Wiesbaden.

## Biografia
Lauren Plum, figlia di Jim e Katie, nasce a Poway, in California. Il padre giocava a calcio per la San Diego State, mentre la madre era pallavolista alla UC Davis, dove ha giocato anche sua sorella maggiore, Kaitlyn; ha anche una sorella e un fratello minori, Kelsey e Dan.

## Carriera

### Club
Inizia la sua carriera a livello scolastico con la Poway HS, con cui partecipa ai tornei della California, giocando parallelamente con la formazione giovanile del Coast. In seguito entra a far parte della squadra della sua università, la Oregon: con le Ducks gioca dal 2009 al 2012, raggiungendo la finale NCAA durante il suo ultimo anno e raccogliendo qualche riconoscimento individuale.
Nella stagione 2014-15 si trasferisce in Francia, dove inizia la carriera professionistica difendendo i colori dell'ASPTT Mulhouse, in Ligue A; dopo qualche mese di inattività, nel febbraio 2016 approda a stagione in corso nella Liga de Voleibol Superior Femenino, ingaggiata dalle Capitalinas de San Juan, raggiungendo le finali scudetto.
Nel campionato 2016-17 approda in Germania, dove disputa la 1. Bundesliga col Vilsbiburg, mentre nel campionato seguente passa al Suhl, sempre nella massima divisione tedesca.
Fa ritorno nella massima divisione francese nel campionato 2018-19, ingaggiata dal Vandœuvre Nancy, mentre nel campionato seguente è ancora nel massimo campionato tedesco, questa volta difendendo i colori del Wiesbaden.

### Nazionale
Nel 2011 fa parte della nazionale statunitense Under-20, prendendo parte al campionato mondiale.

## Palmarès

### Premi individuali
- 2012 - All-America First Team
- 2012 - NCAA Division I: Omaha Regional All-Tournament Team